# Doctor Who: The Eternity Clock
Doctor Who: The Eternity Clock est un jeu vidéo d'action-aventure développé par Supermassive Games et sorti le 23 mai 2012 sur PlayStation 3, le 30 mars 2012 sur Windows et le 10 octobre 2012 sur PlayStation Vita. Le jeu était prévu à l'origine pour être le premier d'une série mais le développement de probables suites a été mis en pause.

## Système de jeu
Doctor Who: The Eternity Clock est un jeu de type plateforme. Quel que soit le personnage choisi, il s'agit de terminer un niveau en résolvant des énigmes. Le joueur peut utiliser le tournevis sonique pour interagir avec les éléments composant l'environnement.

## Personnages
Le joueur peut, à travers les différentes missions proposées, incarner successivement le Docteur ainsi que River Song. Conformément à la série télévisée originale, le Docteur et River Song voyagent dans le temps et dans l'espace à bord du Tardis pour sauver le monde.
Le joueur combattra tout au long de son périple les différentes créatures de la série : des Daleks aux Siluriens en passant par le Silence. Plusieurs documents ramassés dans le jeu suggèrent que le scénario prend place quelque temps avant les évènements de Bibliothèque des ombres pour River Song, et entre la saison 6 et la saison 7 pour le Docteur.

## Développement
Dans la mesure où la sortie du jeu a été progressive, le développement l'a été lui aussi. Le jeu a été premièrement développé sur Playstation 3, puis sur Playstation Vita. Une version sur PC a finalement été proposée à la communauté vidéoludique en dernier lieu.

## Accueil
Le jeu a reçu un accueil assez mitigé. Le site Metacritic lui attribue la note de 39 sur 100. IGN s'est révélé moins critique en notant le jeu 5,5 sur 10.